# Svalltorn

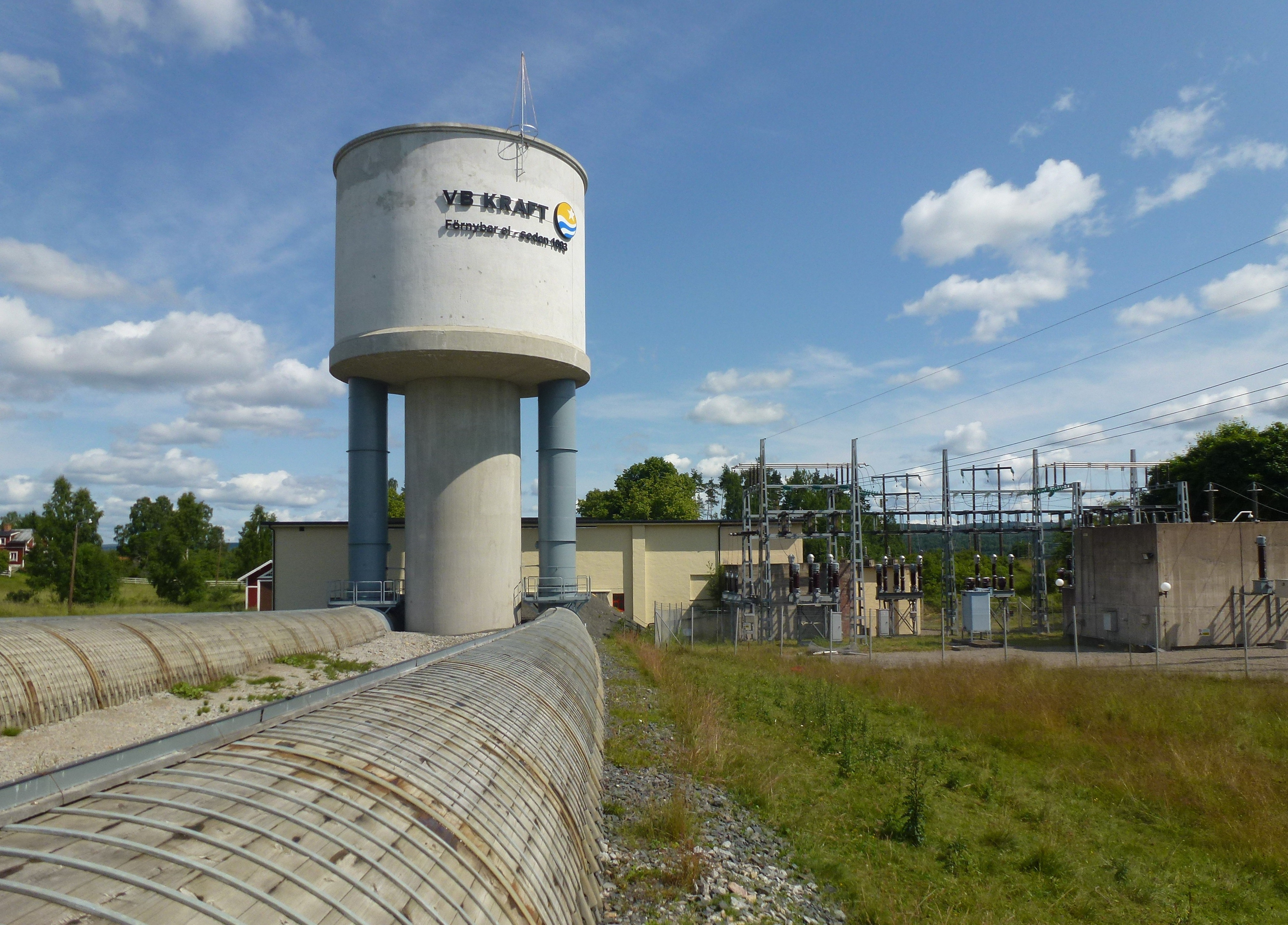
Lernbo kraftstation, vattentub och svalltorn.

Ett svalltorn eller svallschakt förekommer vid vattenkraftverk där vattentillförseln sker genom vattentuber respektive genom en tilloppsstunnel.
Svalltornet har till uppgift att utjämna och minska tryckstegringar och vattentillförsel vid förändringar i kraftverkens belastningar.  Tryckförändringar kan förekomma i samband med stängningen av vattentillförseln. Svalltornet fångar då upp tryckvågen och utjämnar den.
Svalltornen utförs i regel av  järn, betong eller trä och bestå i sin enklaste utföringsform av en cylindrisk behållare, till vilken vattentuben är ansluten. Mindre svalltorn utförs med dubbla väggar och är försedda med värmeslingor för att motverka frysning.